# El país de las mujeres (telenovela mexicana)
El país de las mujeres —o internacionalmente conocida como Bernarda— es una telenovela mexicana producida por Georgina Balzaretti para TV Azteca, en el 2002. Es una adaptación de la historia venezolana del mismo nombre de Leonardo Padrón, siendo adaptado por Gabriel Santos y Víctor Civeira. Se estrenó por Azteca Trece el 15 de abril de 2002 y finalizó 19 de julio del mismo año, siendo transmitida durante la pausa de emisión de Vivir así.
Esta protagonizada por Rebecca Jones y Sasha Sokol, junto con José Alonso, Víctor González, Margarita Gralia, Plutarco Haza y Gabriela de la Garza.

## Trama
El día que Bernarda (Rebecca Jones) reúne a sus cinco sobrinas para anunciarles que pronto morirá, se encuentra con una sorpresa de dimensiones devastadoras: todas, sin excepción, sufren por amores imposibles. Ana (Sasha Sokol), Samantha (Fabiana Perzabal), Loreta (Alejandra Prado), Yaya (Carmen Madrid) y Fernanda (Gabriela de la Garza) son jóvenes modernas, luchadoras e independientes, pero tienen el corazón roto.
Ante tal destrucción causada por el sexo opuesto, Bernarda decide tomar medidas drásticas. Con la ayuda de sus sobrinas, crea un frente de batalla y declara la guerra abierta a todos los hombres pícaros, adúlteros y sinvergüenzas que las han hecho sufrir.
Las seis mujeres, que viven bajo un mismo techo y poseen un mismo propósito, se convierten en un singular ejército que, para ganar, se valdrá del arma más efectiva que le ha dado la naturaleza: el poder de su encanto femenino.
Es un ejército de mujeres decididas a todo, y la guerra acaba de empezar.

## Reparto

### Principales
- Rebecca Jones como Bernarda Romero
- Sasha Sokol como Ana Romero
- Plutarco Haza como Bruno de la Vega
- Víctor González como Daniel Cano
- José Alonso como Lucio Molinar
- Gabriela de la Garza como Fernanda Romero
- Fabiana Perzabal como Samantha Romero
- Carmen Beato como Consuelo de Oropeza
- Carmen Madrid como Yaya Romero
- Alejandra Prado como Loreta Romero / Loreta Blake
- Lupita Sandoval como Sagrario
- Carolina Carvajal como Romina «Romy»
- Fabiola Campomanes como Renata
- Eduardo Arroyuelo como Raúl Oropeza
- Manuel Blejerman como Santiago Cano
- Pedro Sicard como Vicente
- Rodolfo Arias como Germán
- René Campero como Martino «Tino» Martínez
- Martha Acuña
- Carlos Cobos como Oliverio
- Eduardo Victoria como El Alebrije
- Andrés Palacios como Guadalupe
- Maurice Dijkman como William Figueroa
- Salvador Pineda como Aquiles Oropeza

### Recurrentes e invitados especiales
- Betty Monroe como Lucía
- Shari Gómez como Maggie Cano
- Alain Kuri como Ulises Oropeza
- Leonardo Daniel como él mismo
- Margarita Gralia como Natalia Romero
- Daniela Bolaños como Laura
- Alejandro Lukini como Ignacio
- Álvaro Carcaño Jr. como Gerardo
- Juan Pablo Medina como Diego
- Tomás Goros
- Maribel Rodríguez
- Fernando Rubio
- Fernando Luján[5]